# Zenodorus variatus
Zenodorus variatus es una especie de araña saltarina del género Zenodorus, familia Salticidae. Fue descrita científicamente por Pocock en 1898.
Habita en islas Salomón.